# پیوس نهم
پاپ پیوس نهم (به لاتین: Pius IX) (۱۳ مه ۱۷۹۲ – ۷ فوریه ۱۸۷۸) یکی از پاپ‌های کلیسای کاتولیک رم بود که در ایتالیا به دنیا آمد و از سال ۱۸۴۶ تا سال ۱۸۷۸ میلادی پاپ بود.

## زندگی
پیوس در یک خانواده طبقه پایین اجتماع متولد شد. خانواده او تمایل زیادی به اصلاحات معتدل داشتند و این نشان می‌داد که خانواده پیوس از همان ابتدا با سیاست آشنایی داشتند. پیوس از سال ۱۸۰۲ تا ۱۸۰۹ مشغول به تحصیل در دانشگاهی در ولترای توسکانی شد تا اینکه مبتلا به حملات صرع شد. او مدتی با بیماری دست و پنجه نرم کرد و پس از آنکه سلامتی خود را بازیافت شروع به مطالعه الهیات در دانشگاه رم کرد؛ رمی که پس از اشغال فرانسه هنوز به‌طور کامل سازمان و نظام خود را بازنیافته بود و مشغول سامان دادن به امور دینی و شهری خود بود. بنابر این پیوس در جوانی با شرایط آشفته موجود به‌خوبی آشنا شده بود.
با روحیه معنوی ایگناتیوسی‌ها که توسط کاردینال کارلو اودسالچی رونق یافته بود، پیوس برای مدت کوتاهی به فکر پیوستن به ژزوئیت‌ها افتاد. اما پس از مدت کوتاهی از ایشان جدا گشته و قدم در مسیر کشیشی نهاد. او سال‌های نخستین کشیشی خود را در یتیم‌خانه تاتا جیوانی گذراند. سپس از سال ۱۸۲۳ تا ۱۸۲۵ به عنوان مأمور رسیدگی منصوب شد.
در این زمان پیوس با موتزی آشنا شد که تغییر شگرفی در زندگی او گذارد. «جیوانی موتزی» نمایندهٔ پاپ در شیلی و پرو کسی بود که او را علاقه‌مند به تبشیر کرده بود، تبشیری که همچنان روبه رشد بود. پیوس مدتی را به امر تبشیر سپری کرد و اندکی بعد به ایتالیا بازگشت. پس از بازگشت به ایتالیا پیوس از پذیرش حرفه‌های سیاسی سرباز زد و مسئولیت آسایشگاه سن میشل رم را به عهده گرفت.
از سال ۱۸۲۷ تا ۱۸۳۲ پیوس عهده‌دار سمت اسقفی اسپولتو بود و در این زمان با مشکلات و مسائل انقلابی سال ۱۸۳۱ روبرو شد که البته هنوز ملایم بودند و نه تند. هنگامی که در سال ۱۸۳۲ به ایمولای بولونیا رفت و در سال ۱۸۴۰ به مقام کاردینالی ارتقا یافت، با غیرت تمام رهبری قلمرو پاپی را به عهده گرفت و به‌خوبی در قلمرو تحت اختیارش فرمانروایی کرد و از هرگونه تخاصم و جدال پرهیز کرد.
البته او در پی انقلاب سال ۱۸۴۸ موقتاً قلمروهای پاپی را از دست داد، و پس از آن به شدت به مخالفت با همه انواع لیبرالیسم در حیات سیاسی و فکری پرداخت. در فهرست خطاهایی که پیوس در سال ۱۸۶۴ منتشر کرد بیان شد که پاپ نمی‌تواند و نباید با ترقی، لیبرالیسم و تمدن مدرن آشتی کرده و کنار آید.
هرچند بعضی از پاپ‌ها در اوایل قرن نوزدهم نتوانستند قدرت خویش را با جدیت تثبیت کنند – چون خود را درگیر مسائل پیچیده سیاسی حکومت‌های به اصطلاح پاپی و حرکت‌های مختلف انقلابی ایتالیا کرده بودند – اما پاپ پیوس نهم، اولین پاپ دوره جدید، ادعای مرجعیت معنوی خود را به صراحت مطرح کرد. او حکومت خود را با بعضی از اصلاحات آزادمنشانه آغاز کرد اما در ارتباط با دنیای جدید به سرعت به موضع محافظه کارانه بازگشت.
زیرا همین دنیای جدید بود که به شدت اختیارات او را محدود کرده بود. پیوس که خود را جانشین بزرگ‌ترین حکام روی زمین می‌دانست وقتی که در عمل تمامی قدرت خود را از دست رفته دید به واتیکان پناه برد. این کار او سبب شد که پاپ‌های بعدی هم تا سال ۱۹۲۹ در این شهر (به میل خود) محبوس مانده و از آن خارج نشوند.
وی طولانی‌ترین زمان رهبری کلیسای کاتولیک را به مدت ۳۱ سال برعهده داشت.
او نخستین پاپی است که عکسی به کمک دوربین عکاسی از او گرفته شده‌است.

## نگارخانه

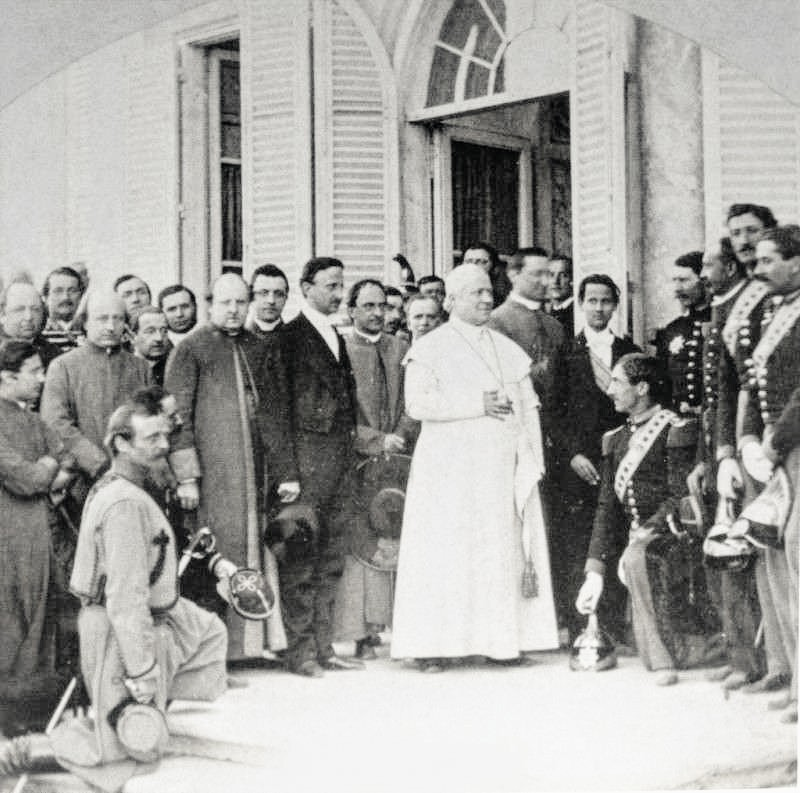
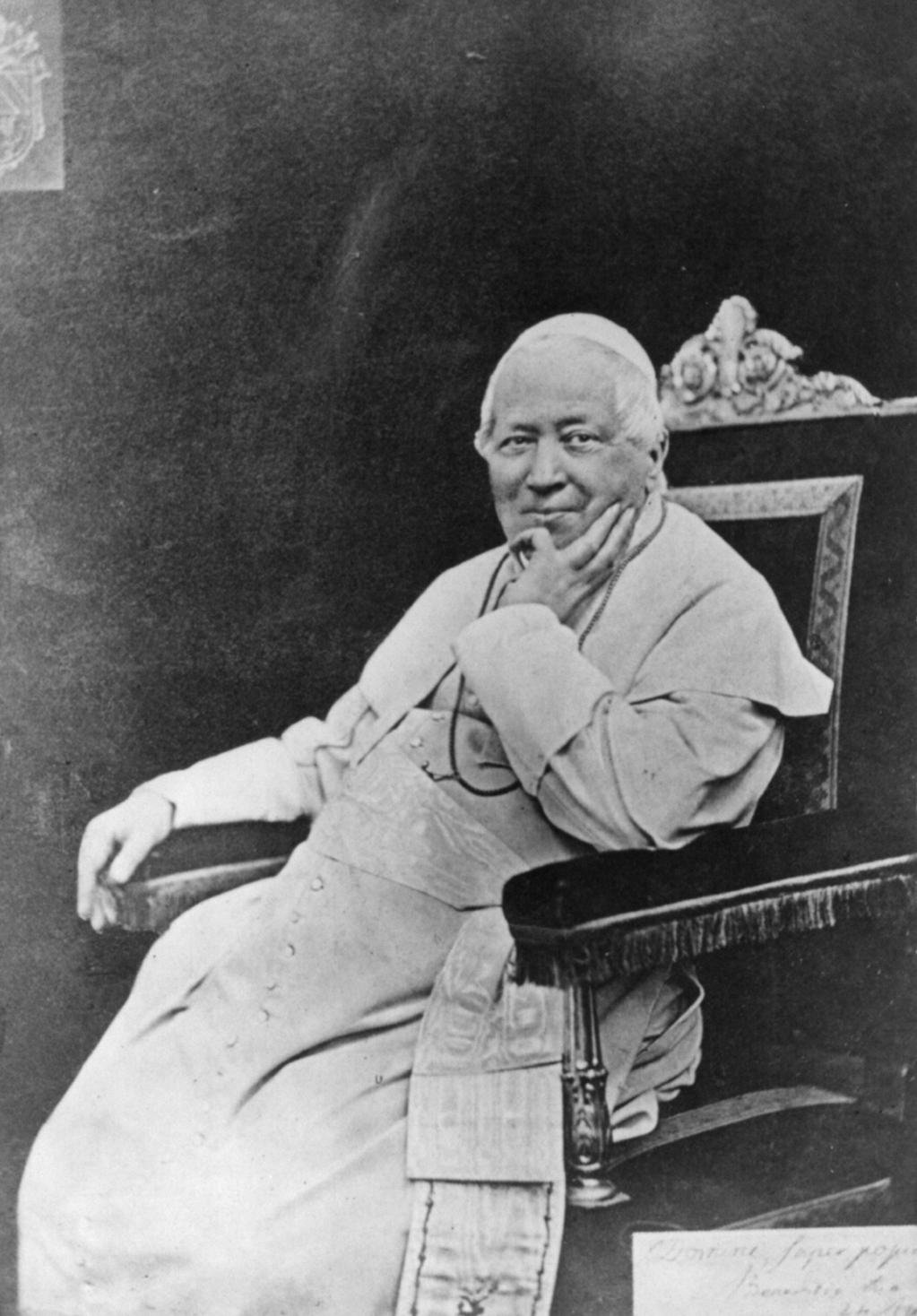